# Johann Erhard Kapp

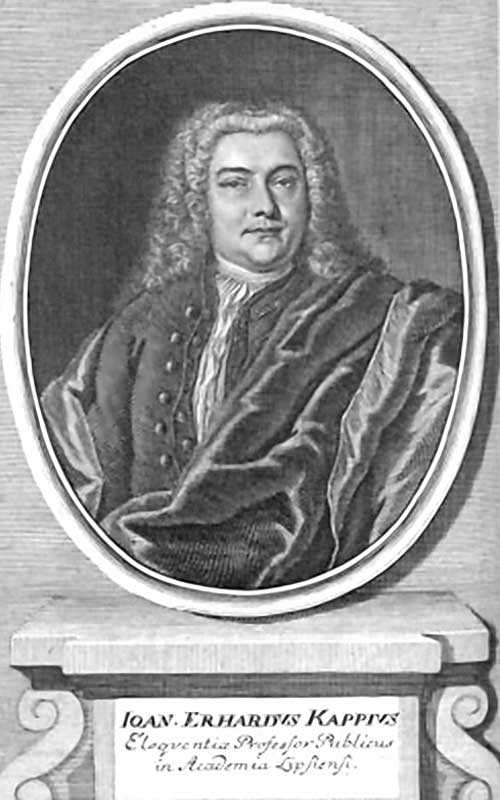
Johann Erhard Kapp

Johann Erhard Kapp (* 23. März 1696 in Oberkotzau; † 7. Februar 1756 in Leipzig) war ein deutscher Rhetoriker und Historiker.

## Leben
Der Sohn eines Fuhrmanns hatte 1706 das Gymnasium in Hof (Saale) besucht und 1714 an der Universität Leipzig ein Studium begonnen. Christian Friedrich Börner (1663–1753), bei dem er exegetische und kirchengeschichtliche Themen hörte und Johann Gottlob Carpzov, der ihn in die Neutestamentischen Schriften einführte, waren zu jener Zeit seine prägendsten Lehrer. Durch Johann Burckhardt Mencke erhielt er Zugang zu dessen umfangreicher Bibliothek.
So angeleitet trat er 1715 in das Kollegium der Historischen Literatur von Johann Georg Walch ein, erwarb sich am 17. Februar 1718 den akademischen Grad eines Magisters der Philosophie und verfolgte mit Interesse die theologischen Vorlesungen bei Carpzov und Börner. Am 30. Dezember 1720 erwarb er sich mit einer Schrift über den Ablasshandel die Erlaubnis, an Hochschulen lehren zu dürfen als Magister legens (Habilitation). Am 14. März 1723 wurde er Adjunkt der philosophischen Fakultät. 1726 war er Kollegiat am großen Fürstenkollegium, 1727 berief man ihn zum außerordentlichen Professor der Rhetorik und am 5. April 1734 ordentlicher Professor derselben.
Daraufhin wurde er 1735 Programmatist und hatte als solcher auch die Lebensgeschichten der verstorbenen Mitglieder der Leipziger Hochschule auszuarbeiten.
Kapp beteiligte sich auch an den organisatorischen Aufgaben der Leipziger Hochschule. So war er mehrfach Dekan der philosophischen Fakultät und in den Sommersemestern 1734, 1738, 1740, 1746, 1750, 1754 Rektor der Alma Mater. Er verstarb als Senior der bayrischen Nation und Decemvir der Universität. Seine umfangreiche Bibliothek wurde 1758 versteigert.

## Familie
Aus seiner am 8. April 1738 mit Dorothea Sophia (* 28. Juni 1709; † 17. November 1751), der Tochter des Thomaspfarrers Christian Weise der Ältere (sie war eine Patin von Johann Christoph Friedrich Bach), geschlossenen Ehe, ist der Mediziner Christian Ehrhard Kapp (* 23. Januar 1739 in Leipzig; † 30. September 1824 ebenda) ebenfalls bekannt geworden.

## Wirken
Kapp hatte sich vor allem auf dem Gebiet der Reformationsgeschichte einen Namen gemacht, der heute noch einen guten Klang hat. Daneben sind umfangreiche Lebensberichte der Personen seiner Zeit aus seiner Feder geflossen, die immer wieder Beachtung finden. So ist der damals durchaus fruchtbare Autor heute noch immer eine subjektive Beobachtung wert. Er ist nach Valentin Ernst Löscher der Weiterführer der Zeitschrift „Unschuldige Nachrichten von alten und neuen theologischen Sachen“ gewesen. Nach seinen geschichtswissenschaftlichen Forschungen zu urteilen, lehnt er sich eng an die Hermeneutik von Johann Martin Chladni an.
Gemeinsam mit Siegmund Friedrich Dresig führte er eine literarische Disputation gegen Christian Siegmund Georgi und dessen Kritik und Exegese des neuen Testaments.

## Werke (Auswahl)
- Diss. hist. de nonnullis indulgentiarum quaestoribus saeculi 15 et 16. Leipzig 1720
- Schauplatz des Tezelischen Ablaßkrams und des dawider streitenden Lutheri. Leipzig 1720
- Sammlung einiger zum päpstlichen Ablaß überhaupt, sonderheit aber zu den zwischen Mart. Luther und Joh. Tetzel hievon geführten Streitigkeiten gehörigen Streitschriften mit Einleitung und Anmerkungen versehen. Leipzig 1721
- Kleine Nachlese einiger größtentheils noch ungedruckter, und sonderlich zur Erläuterung der Reformationsgeschichte nützlicher Urkunden. 4 Bände, Leipzig 1727–33
- Utrum signum palmae tumulis christianorum adjectum certum martyrii sit signum nec ne?, Leipzig 1747 (Eine Abhandlung zur christlichen Archäologie und zur Erklärung altchristlicher Denkmäler).
- De origine Doctorum theologiae et Magistrorum artium horumque dignitate. 1735